# Kein Platz für Eltern
Kein Platz für Eltern ist ein US-amerikanisches Filmdrama von Leo McCarey aus dem Jahre 1937. Er handelt von einem älteren Ehepaar, gespielt von Victor Moore und Beulah Bondi, welches sich voneinander trennen muss, nachdem sie in eine finanzielle Misere geraten sind. Von ihren fünf Kindern erfahren sie dabei kaum Unterstützung. Der gesellschaftskritische Film war kein großer Erfolg bei seiner Veröffentlichung und geriet lange in Vergessenheit. Heute erhält er dagegen bei Kritikern viel Lob und Anerkennung und wurde 2010 ins National Film Registry aufgenommen.

## Handlung
Die USA in der Great Depression: Das ältere Ehepaar Barkley und Lucy Cooper verliert sein Haus durch eine Zwangsvollstreckung, nachdem Barkley wegen seines Alters keine neue Arbeitsstelle mehr gefunden hat. Sie versammeln vier ihrer fünf erwachsenen Kinder (eine Tochter lebt tausende Kilometer entfernt), um ihnen die schlechte Lage mitzuteilen. Schnell wird den Kindern mit Schrecken klar, dass sie ihre Eltern aufnehmen müssen, weil diese sonst auf der Straße stehen würden. Doch abgesehen von Tochter Nellie haben die Kinder keinen Platz für beide Eltern, sondern nur für jeweils ein Elternteil. So müssen Lucy und Barkley fortan 300 Kilometer entfernt wohnen: Lucy beim Sohn George, Barkley bei Tochter Cora. Nellie verspricht zwar, dass sie ihren wohlhabenden Ehemann Harvey um die Aufnahme beider Eltern bitten will, doch als sie Harvey später recht halbherzig darum bittet, lehnt dieser barsch ab.
Lucy zieht zu Sohn George mit seiner Ehefrau Anita nach New York. Auch Anita und George haben mit der Wirtschaftskrise zu kämpfen, so leitet Anita in ihrer Wohnung für zusätzliches Geld abends einen Bridge-Kurs für die bessere Gesellschaft, wobei sich die Großmutter dabei als störend erweist. Zudem nervt sie die Freunde ihrer 17-jährigen Enkelin Rhoda mit zahllosen uralten Anekdoten. Lucy macht im Haushalt ihrer Schwiegertochter, was sie will. Sie untergräbt Anitas Autorität, als sie ihr verschweigt, dass Rhoda abends regelmäßig mit Männern ausgeht. Lucy versucht unterdessen positiv in die Zukunft zu blicken und hofft auf eine baldige Lösung, auch wenn sie insgeheim weiß, dass ihr Mann keine Chance auf einen Job hat.
Barkley wohnt bei Tochter Cora und sucht weiterhin nach Arbeit, denn nur so kann er sich wieder mit seiner Frau vereinen – doch wegen seines Alters erhält er nur Absagen. Vom jüdischen Ladenbesitzer Max Rubens, der ähnliche Erfahrungen mit seinen Kindern macht, erhält er dabei mehr Hilfe als von seiner harschen Tochter Cora, zumal ihr eigener Mann ebenfalls arbeitslos ist. Der sturköpfige Barkley irrt auf der Suche nach Arbeit durch die eiskalten Straßen der Stadt und holt sich eine Erkältung. Als Barkley mit seiner Erkältung im Bett liegt, will Cora ihn für seine Gesundheit an einen Ort mit milderem Klima bringen und schlägt vor, dass er zur anderen Tochter Addie ins warme Kalifornien ziehen soll – scheinbar in Besorgnis um seine Gesundheit, doch in Wirklichkeit will sie ihn nur aus dem Haus haben. Barkley stimmt seiner Tochter Cora zu, ins Tausende Kilometer entfernte Kalifornien zu ziehen, obwohl er ihre wahre Motivation erahnt.
Auch George und Anita suchen einen Weg, um Lucy loszuwerden, sagen ihr das jedoch nicht im offenen Gespräch. Dennoch fühlen Barkley und Lucy, dass sie eigentlich unerwünscht sind. George und Anita planen, Lucy in einem Seniorenheim unterzubringen, was Lucy durch einen Zufall erfährt. Doch Lucy will es ihrem Sohn in einem Anfall von Mutterliebe ersparen, selbst diese heikle Angelegenheit anzusprechen, weshalb sie zu ihm geht und sagt, sie wolle aus eigenem Antrieb ins Seniorenheim ziehen – in Wirklichkeit empfindet sie Seniorenheime als einen schrecklichen Ort.
Lucy und Barkley gehen noch einmal durch die Straßen von New York, an dem Tage, an welchem Barkley mit dem Spätzug nach Kalifornien fahren muss. Das alte Ehepaar besucht das Hotel, in welchem sie 50 Jahre zuvor ihre Flitterwochen verbracht haben und verbringen dort ihre letzten Stunden sehr glücklich. Sie haben zwar kein Geld, doch völlig fremde Menschen zeigen sich gegenüber dem Ehepaar respektvoll, spendabel und hilfsbereit – im Kontrast zu ihren selbstbezogenen und wenig hilfsbereiten Kindern. Als sie beispielsweise auf die Tanzfläche gehen, wird plötzlich ein sehr schnelles Lied gespielt und beide kommen nicht mehr mit – der Kapellmeister sieht das und spielt langsamere Musik. Lucy und Barkley lassen für den Ausflug ins Hotel ein Abschiedsessen mit ihren Kindern ausfallen und teilen ihnen das nüchtern am Telefon mit. Die Kinder beginnen plötzlich an ihrem eigenen Verhalten zu zweifeln und sie machen sich und den anderen Vorwürfe. Doch die Zeit ist inzwischen zu weit vorangeschritten, sodass sie den Zug nicht mehr erreichen können, um von ihrem Vater Abschied zu nehmen.
Am Bahnsteig verabschieden sich Lucy und Barkley, welcher ihr verspricht, eine Arbeit in Kalifornien zu finden und sie dann zu sich zu holen. Lucy sagt, dass sie sich sicher ist, dass sie sich wiedersehen werden und alles gut sei. Dann kommt es zu einem echten Abschied: Sie sagen, dass sie zunächst davon ausgehen sollten, dass sie sich nicht wiedersehen werden, weil so vieles geschehen könnte. Beide gestehen sich ein letztes Mal ihre lebenslange Liebe, ehe Barkley alleine in den Zug einsteigt. Der Film schließt mit einem letzten Blick Lucys auf den wegfahrenden Zug. Ob sie sich noch einmal wiedersehen, ist fraglich.

## Produktion
Make Way for Tomorrow basiert auf dem 1934 erschienenen Roman Years Are So Long von Josephine Lawrence sowie einem unveröffentlichten Stück von Helen und Nolan Leary, das auf dem Roman von Lawrence basiert. Der Roman und das Stück wurden von Viña Delmar zu einem Drehbuch verarbeitet. Eine weitere Inspiration für Regisseur Leo McCarey war der Tod seines Vaters kurz vor Beginn der Dreharbeiten. McCarey äußerte später, dass er seinen Vater und dessen Generation mit diesem Film ehren sollte. Am Filmset soll es eine sehr nachdenkliche Stimmung während des Drehs gegeben haben. Viele der Beteiligten sollen erstmals nach langer Zeit wieder Briefe an ihre Eltern geschrieben und während des Drehs geweint haben. Hauptdarsteller Victor Moore erinnerte sich später, dass eine ältere Statistin zu ihm gekommen sei und gesagt hätte: „Du und Beulah spielen diese Geschichte. Ich lebe sie.“ Der Studioboss Adolph Zukor wollte Make Way for Tomorrow ein glückliches Ende hinzufügen, um die Geschichte an den Kinokassen profitabler zu machen, doch McCarey blieb standfest und lehnte ab.
Zwar ist der Film hauptsächlich als Drama anzusehen, doch McCarey – unter anderem Regisseur von einigen Laurel-und-Hardy-Filmen – brachte auch komödiantische Szenen im Film unter. McCarey sagte später: „Es war die traurigste Geschichte, die ich je gedreht habe, aber zugleich sehr witzig. Es ist schwer für mich darüber zu reden, aber ich denke es war ein sehr schöner Film.“
In den Hauptrollen entschied sich McCarey für anerkannte und erfahrene Charakterdarsteller, die aber keine „Filmstars“ im eigentlichen Sinne waren und ansonsten meist nur Nebenrollen spielten. Beulah Bondi war als Darstellerin von Müttern in zahlreichen Filmen bekannt, ihre vielleicht berühmteste Rolle ist die Mutter von James Stewart in Ist das Leben nicht schön? (1946). Bondi war zum Zeitpunkt des Filmdrehs erst 48 Jahre alt und damit genauso alt wie die Darsteller ihrer Filmkinder, weshalb ihr schwarzes Haar weiß gefärbt werden musste. Die männliche Hauptrolle bekleidete der 61-jährige Victor Moore, was ebenfalls eine Überraschung war: Moore galt als Komödienschauspieler mit jahrzehntelanger Erfahrung, allerdings spielte er nur selten in ernsten Rollen. Dennoch erhielten sowohl Moore als auch Bondi gute Kritiken für ihre Auftritte und Moore nannte den Film später seinen Lieblingsfilm.

## Synchronisation
Die Synchronfassung entstand 1983 für die ARD bei Studio Hamburg.
| Rolle                      | Schauspieler       | Synchronsprecher  |
| -------------------------- | ------------------ | ----------------- |
| Lucy Cooper                | Beulah Bondi       | Tilli Breidenbach |
| Barkley Cooper             | Victor Moore       | Hans Hessling     |
| Anita Cooper               | Fay Bainter        | Marlen Diekhoff   |
| Max Rubens (Ladenbesitzer) | Maurice Moscovitch | Wolf Rahtjen      |
| Cora Payne                 | Elisabeth Risdon   | Monika Peitsch    |
| Nellie Chase               | Minna Gombell      | Renate Pichler    |
| Rhoda Cooper               | Barbara Reed       | Astrid Kollex     |
| Arzt von Barkley           | Louis Jean Heydt   | Peter Lakenmacher |

## Rezeption
Make Way for Tomorrow erhielt bei seiner Veröffentlichung am 7. Mai 1937 zwar Lob von den Kritikern, doch an den Kinokassen entwickelte der Film zu einem Flop. Es gab in der amerikanischen Öffentlichkeit teilweise Kritik am Film, weil der Film die provokante Situation zeigt, dass die Kinder ihre immer fürsorglichen Eltern im Alter allein dastehen lassen und sie aus egoistischen Gründen voneinander trennen. Zudem könnte zum Misserfolg des Filmes beigetragen haben, dass die Besetzung ausschließlich aus eigentlichen Nebendarstellern und nicht aus Filmstars bestand. In Deutschland wurde der Film erstmals 1983 im Fernsehen ausgestrahlt. Mittlerweile gilt Kein Platz für Eltern als eines der zu Unrecht vergessenen Filmjuwelen aus Hollywood.
Zahlreiche Regisseure lobten diesen Film: John Ford zählte Make Way for Tomorrow zu seinen Lieblingsfilmen und auch Jean Renoir und Ernst Lubitsch verehrten diesen Film. Frank Capra schrieb sogar einen Brief an Leo McCarey, in welchem er sein Lob ausdrückte. Orson Welles nannte ihn den traurigsten Film aller Zeiten und sagte: „Es würde einen Stein zum Weinen bringen.“ Welles sprach auch über Make Way for Tomorrow in seinen Interviews mit Peter Bogdanovich, welche im Buch This is Orson Welles veröffentlicht wurden. Bogdanovich wiederum sprach begeistert einen DVD-Kommentar für den Film.  Auch Leo McCarey beschrieb den Film später als seinen besten Film. Als McCarey den Oscar für den besten Regisseur für die im selben Jahr veröffentlichte Komödie Die schreckliche Wahrheit erhielt, sagte er auf der Bühne: „Danke sehr, aber sie haben mir ihn für den falschen Film gegeben.“
In den japanischen Kinos sah der Drehbuchautor Kogo Noda den Film. Einige Jahre später beeinflusste Make Way for Tomorrow den japanischen Film Die Reise nach Tokyo (1953) unter der Regie von Ozu Yasujirō, mit einem Drehbuch von Noda. Die Reise nach Tokio gilt bei vielen Filmkritikern als einer der besten Filme aller Zeiten.
Nachdem Make Way For Tomorrow lange auch bei Kritikern in Vergessenheit geraten war, erhielt es in den letzten Jahren unter anderem durch die Aufnahme in das National Film Registry viel Lob und Anerkennung. Beim amerikanischen Kritikerportal Rotten Tomatoes fallen alle 14 Kritiken zum Film positiv aus. Das Lexikon des internationalen Films beschreibt den Film als „sentimentales Drama, das mit seiner trostlosen Thematik seinerzeit Proteststürme hervorrief.“ Hans Schmid vom deutschen Online-Magazin Telepolis widmete dem Film 2013 eine sehr ausführliche und lobende Besprechung: „Er ist der traurigste Film, den ich je gesehen habe, und einer von den schönsten. Ein Meisterwerk der schnörkellosen Regiekunst, der Erzählökonomie und des die Phantasie freisetzenden Minimalismus.“ Er lobte außerdem die konsequente Vermeidung von Hollywood-Klischees, die subtile Regie von McCarey sowie die Darsteller wie Beulah Bondi. Der US-Filmkritiker Roger Ebert nahm den Film im Februar 2010 in seine Bestenliste auf und befand insbesondere den letzten Teil des Filmes als „wunderschön und herzzereißend“. Der Film sei nicht sentimental, sondern großartig und sehr traurig. Ebert hob insbesondere die Leistungen der Darsteller hervor. Mittlerweile ist Kein Platz für Eltern Teil der Criterion Collection, wo er als einer der „reinsten Tränenrauber“ mit einem „entschlossenen Ende“ angepriesen wird.

## Auszeichnungen
- 2010: Aufnahme in das National Film Registry